# Seznam evroposlancev iz Španije (1999–2004)
Seznam evroposlancev iz Španije' v mandatu 1999-2004.

## A
- Pedro Aparicio Sánchez (Stranka evropskih socialistov)
- María Antonia Avilés Perea (Evropska ljudska stranka - Evropski demokrati)
- María del Pilar Ayuso González (Evropska ljudska stranka - Evropski demokrati)

## B
- Enrique Barón Crespo (Stranka evropskih socialistov)
- Juan José Bayona de Perogordo (Evropska ljudska stranka - Evropski demokrati)
- Luis Berenguer Fuster (Stranka evropskih socialistov)
- María Luisa Bergaz Conesa (Evropska združena levica – Zelena nordijska levica)

## C
- Felipe Camisón Asensio (Evropska ljudska stranka - Evropski demokrati)
- Carlos Carnero González (Stranka evropskih socialistov)
- Alejandro Cercas (Stranka evropskih socialistov)
- Carmen Cerdeira Morterero (Stranka evropskih socialistov)
- Joan Colom i Naval (Stranka evropskih socialistov)

## D
- Rosa M. Díez González (Stranka evropskih socialistov)
- Bárbara Dührkop Dührkop (Stranka evropskih socialistov)

## F
- Fernando Fernández Martín (Evropska ljudska stranka - Evropski demokrati)
- Juan Manuel Ferrández Lezaun (Skupina Zelenih-Evropska svobodna zveza)
- Concepció Ferrer (Evropska ljudska stranka - Evropski demokrati)

## G
- Gerardo Galeote Quecedo (Evropska ljudska stranka - Evropski demokrati)
- José Manuel García-Margallo y Marfil (Evropska ljudska stranka - Evropski demokrati)
- Cristina García-Orcoyen Tormo (Evropska ljudska stranka - Evropski demokrati)
- Salvador Garriga Polledo (Evropska ljudska stranka - Evropski demokrati)
- Carles-Alfred Gasòliba i Böhm (Evropska liberalna, demokratska in reformna stranka)
- José María Gil-Robles Gil-Delgado (Evropska ljudska stranka - Evropski demokrati)
- Koldo Gorostiaga Atxalandabaso (Neodvisni)
- Cristina Gutiérrez-Cortines (Evropska ljudska stranka - Evropski demokrati)

## H
- Jorge Salvador Hernández Mollar (Evropska ljudska stranka - Evropski demokrati)
- María Esther Herranz García (Evropska ljudska stranka - Evropski demokrati)

## I
- Juan de Dios Izquierdo Collado (Stranka evropskih socialistov)
- María Izquierdo Rojo (Stranka evropskih socialistov)

## J
- Salvador Jové Peres (Evropska združena levica – Zelena nordijska levica)

## M
- Pedro Marset Campos (Evropska združena levica – Zelena nordijska levica)
- Miguel Angel Martínez Martínez (Stranka evropskih socialistov)
- Miquel Mayol i Raynal (Skupina Zelenih-Evropska svobodna zveza)
- Manuel Medina Ortega (Stranka evropskih socialistov)
- íñigo Méndez de Vigo (Evropska ljudska stranka - Evropski demokrati)
- José María Mendiluce Pereiro (Stranka evropskih socialistov)
- Emilio Menéndez del Valle (Stranka evropskih socialistov)
- Rosa Miguélez Ramos (Stranka evropskih socialistov)
- Ana Miranda de Lage (Stranka evropskih socialistov)
- Enrique Monsonís Domingo (Evropska liberalna, demokratska in reformna stranka)

## N
- Juan Andrés Naranjo Escobar (Evropska ljudska stranka - Evropski demokrati)
- Camilo Nogueira Román (Skupina Zelenih-Evropska svobodna zveza)

## O
- Raimon Obiols i Germà (Stranka evropskih socialistov)
- Juan Ojeda Sanz (Evropska ljudska stranka - Evropski demokrati)
- Marcelino Oreja Arburúa (Evropska ljudska stranka - Evropski demokrati)
- Josu Ortuondo Larrea (Skupina Zelenih-Evropska svobodna zveza)

## P
- Manuel Pérez Álvarez (Evropska ljudska stranka - Evropski demokrati)
- Fernando Pérez Royo (Stranka evropskih socialistov)
- José Javier Pomés Ruiz (Evropska ljudska stranka - Evropski demokrati)
- Alonso José Puerta (Evropska združena levica – Zelena nordijska levica)

## R
- Encarnación Redondo jiménez (Evropska ljudska stranka - Evropski demokrati)
- Mónica Ridruejo (Evropska ljudska stranka - Evropski demokrati)
- Carlos Ripoll y Martínez de Bedoya (Evropska ljudska stranka - Evropski demokrati)
- María Rodríguez Ramos (Stranka evropskih socialistov)

## S
- José Ignacio Salafranca Sánchez-Neyra (Evropska ljudska stranka - Evropski demokrati)
- Francisca Sauquillo Pérez del Arco (Stranka evropskih socialistov)
- María Sornosa Martínez (Stranka evropskih socialistov)

## T
- Anna Terrón i Cusí (Stranka evropskih socialistov)

## V
- Jaime Valdivielso de Cué (Evropska ljudska stranka - Evropski demokrati)
- María Elena Valenciano Martínez-Orozco (Stranka evropskih socialistov)
- Joan Vallvé (Evropska liberalna, demokratska in reformna stranka)
- Daniel Varela Suanzes-Carpegna (Evropska ljudska stranka - Evropski demokrati)
- Alejo Vidal-Quadras Roca (Evropska ljudska stranka - Evropski demokrati)